# بحث إجرائي تشاركي
البحث الإجرائي التشاركي (PAR) هو نهجٌ للبحث الإجرائي يُركز على مشاركة وفعل أفراد المجتمعات المتأثرة بهذا البحث. ويسعى إلى فهم العالم من خلال السعي لتغييره، بشكل تعاوني وتأملي. يُركز البحث الإجرائي التشاركي على الاستقصاء والتجريب الجماعي القائم على الخبرة والتاريخ الاجتماعي. وفي إطار عملية البحث الإجرائي التشاركي، "تتطور مجتمعات الاستقصاء والفعل، وتتناول أسئلةً وقضايا مهمةً للمشاركين كباحثين مشاركين". يتناقض البحث الإجرائي التشاركي مع مناهج البحث السائدة، التي تُركز على التجريب المُتحكم فيه، والتحليل الإحصائي، وقابلية إعادة الإنتاج.